# Чкалово (Тайиншинський район)
Чка́лово (каз. Чкалов) — село у складі Тайиншинського району Північноказахстанської області Казахстану. Адміністративний центр Чкаловського сільського округу, раніше було центром ліквідованого Чкаловського району.
Населення — 2849 осіб (2021; 3274 у 2009, 4021 у 1999, 5491 у 1989).
Національний склад станом на 1989 рік:
- німці — 30 %;
- поляки — 30 %.